# النهضة الفرنسية
النهضة الفرنسية هو المصطلح الذي يُطلق على الحركة الفنية والثقافية التي ازدهرت في فرنسا بين القرن الخامس عشر وأوائل القرن السابع عشر. ترتبط تلك الفترة بحركة النهضة الأوروبية، وكلمة Renaissance هي كلمة فرنسية استخدمها المؤرخ الفرنسي جول ميشليه أول مرة كي يعرّف حركة «الانبعاث» الفنية والثقافية الأوروبية.
من التطورات البارزة التي وقعت خلال النهضة الفرنسية نجد انتشار الفلسفة الإنسانية، والاستكشاف المبكر لـ«العالم الجديد» (أو فرنسا الجديدة التي اكتشفها جيوفاني دي فيرازانو وجاك كارتييه)، ونمو تقنيات وأشكال فنية جديدة في مجالات الطباعة والعمارة والرسم والنحت والموسيقى والعلوم والأدب، بالإضافة إلى التوسع في القواعد الاجتماعية وآداب الكياسة والمخاطبة.
تمتد فترة النهضة الفرنسية تقليديًا منذ الغزو الفرنسي لإيطاليا (تقريبًا) عام 1494 في عهد الملك شارل الثامن حتى موت الملك هنري الرابع عام 1610. وعلى الرغم من تأريخ الأحداث هذا، فإن بعض التطورات الفنية والتكنولوجية والأدبية والمرتبطة بالنهضة وصلت إلى فرنسا قبل بداية عصر النهضة الفرنسية (عبر بلاط دوقية بورغندي أو البلاط البابوي في أفينون، على سبيل المثال لا الحصر). في المقابل، ظلّت فرنسا ضعيفة اقتصاديًا وسياسيًا حتى أواخر القرن الخامس عشر جراء تعرضها لوباء الموت الأسود في القرن الرابع عشر وانخراطها في حرب المئة عام.
يُعتبر زمن حكم فرانسيس الأول (منذ العام 1515 حتى العام 1547) وابنه هنري الثاني (منذ عام 1547 حتى عام 1559) عمومًا ذروة عصر النهضة الفرنسية.

## المصطلح «النهضة»
الكلمة Renaissance هي كلمة فرنسية، وتترجم حرفيًا إلى «الانبعاث». كان المؤرخ الفرنسي (1798–1874) جول ميشليه أول من يستخدم هذا المصطلح ويعرفه في مؤلفه تاريخ فرنسا من عام 1855. عرّف ميشليه عصر النهضة في فرنسا خلال القرن السادس عشر بأنه «فترة من التاريخ الثقافي لأوروبا مثلت انشقاقًا عن العصور الوسطى، وخلقت فهمًا حديثًا عن الإنسانية ومكانتها في العالم». بصفته مواطنًا فرنسيًا ومؤرخًا، ادعى ميشليه أيضًا أن النهضة حركة فرنسية. احتوى عمله على أول استخدام لكلمة «Renaissance»، ثم انتشرت تلك الكلمة في اللغات الأخرى.

## الفن
في أواخر القرن الخامس عشر، أدى غزو فرنسا لإيطاليا وقرب الأولى من دوقية بورغندي النابضة بالحياة (بالإضافة إلى علاقات الأخيرة مع الفلمنكيين) إلى اتصال الفرنسيين بالسلع واللوحات والروح الإبداعية لحركة النهضة في إيطاليا والنهضة الشمالية، وكانت التغيرات الفنية الأولى في فرنسا تجري على يد فنانين إيطاليين وفلمنكيين، مثل جان كلويه وابنه فرانسوا كلويه، والفنانيين الإيطاليين أمثال روسو فيورنتينو وفرنسيسكو بريماتيتشيو ونيقولا دل أبيات الذي ينتمي لمدرسة فونتينبلو الأولى (منذ عام 1531).
في عام 1516، دعى الملك الفرنسي فرانسيس الأول الفنان ليوناردو دافنشي إلى شاتو دو امبواز، ووفر له مكانًا للإقامة والعمل في شاتو دو كلو لوسي، الذي دُعي حينها شاتو دو كلو. وصل ليوناردو، الفنان والمخترع المشهور، حاملًا معه 3 من لوحاته، وهي لوحة الموناليزا ولوحة العذراء والطفل مع القديسة آن والقديس يوحنا المعمدان ولوحة يوحنا المعمدان، التي أصبحت جميعها ملكًا لمتحف اللوفر في باريس اليوم.
استوحى الفنانون الفرنسيون، في الفترة الممتدة من عهد الملك فرانسيس الأول حتى عهد هنري الأول، فنّهم من التطورات في أساليب التصوير والنحت الإيطالية المتأخرة، التي يُشار إليها عادة بحركة النهجية أو المانييريزمو (كان مايكل آنجلو وبارميجانينو من أبرز روادها، بالإضافة إلى آخرين)، واتسمت تلك الحركة بإطالة الشخصيات والملامح اللطيفة لها، والاعتماد على البلاغة البصرية، كالإسهاب في استخدام التمثيل والميثولوجيا.